# Referéndums de Liechtenstein de 2022
Se llevaron a cabo dos referéndums en Liechtenstein durante 2022. El primero se llevó a cabo el 26 de junio de 2022, en el que los votantes decidieron una exención para los jubilados del pago del deducible anual del seguro nacional de salud. El segundo se celebró el 28 de septiembre, sobre la legislación sobre el COVID-19.

## Referéndum de junio

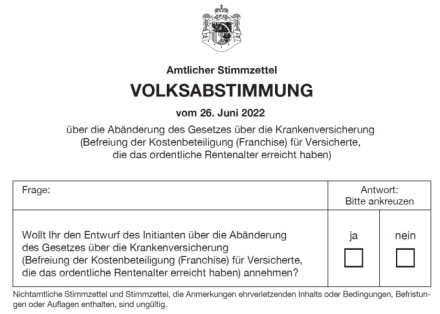
Papeleta utilizada en el referéndum.

### Antecedentes
En las elecciones al Landtag de 2021, los Demócratas por Liechtenstein (DpL) ganaron dos de los 25 escaños y pasaron a formar parte de la oposición.
El sistema de seguro médico de Liechtenstein tiene un deducible médico anual de 500 francos suizos a cargo del asegurado. Durante 2021, el DpL presentó un proyecto de ley al Landtag destinado a eximir a las personas que hayan alcanzado la edad de jubilación de 65 años, lo que supondría un costo anual para el gobierno de aproximadamente 3,5 millones de francos suizos. El 29 de septiembre de 2021, la propuesta fue rechazada por 10 votos a favor y 15 en contra.
En respuesta, en enero de 2022, el DpL anunció su intención de organizar una recolección de firmas para una iniciativa popular. El proyecto fue presentado a las autoridades y validado el 10 de marzo de 2022, dando paso al período de recolección que abarcó del 18 de marzo al 29 de abril, con 2.846 firmas validadas.
Habiendo recogido las firmas de más de 1.000 votantes registrados en menos de seis semanas, la iniciativa fue presentada al Landtag en el marco del artículo 64-2 de la constitución. El parlamento lo rechazó el 4 de mayo de 2022 por 9 votos a favor y 16 en contra, por lo que pasó a votación popular.

### Resultados
| Opción                  | Votos  | %     |
| ----------------------- | ------ | ----- |
| A favor                 | 7811   | 63,90 |
| En contra               | 4413   | 36,10 |
|                         |        |       |
| Votos válidos           | 12 224 | 99,56 |
| Votos en blanco         | 9      | 0,07  |
| Votos nulos             | 45     | 0,37  |
| Total                   | 12 278 | 100   |
| Abstención              | 8302   | 40.34 |
| Inscritos/Participación | 20 580 | 59,66 |

#### Por municipalidad
| Municipalidad | A favor | %    | En contra | %    | Total | Participación |
| ------------- | ------- | ---- | --------- | ---- | ----- | ------------- |
| Vaduz         | 992     | 62.6 | 592       | 37.4 | 1,584 | 58.3          |
| Balzers       | 958     | 60.9 | 616       | 39.1 | 1,574 | 61.8          |
| Planken       | 123     | 63.1 | 72        | 36.9 | 195   | 73.7          |
| Schaan        | 1,165   | 64.7 | 636       | 35.3 | 1,801 | 59.6          |
| Triesen       | 1,036   | 67.6 | 496       | 32.4 | 1,532 | 57.9          |
| Triesenberg   | 719     | 66.5 | 362       | 33.5 | 1,081 | 65.5          |
| Oberland      | 4,993   | 64.3 | 2,774     | 35.7 | 7,767 | 60.5          |
| Eschen        | 928     | 66.6 | 465       | 33.4 | 1,393 | 60.6          |
| Gamprin       | 331     | 63.2 | 193       | 36.8 | 524   | 58.4          |
| Mauren        | 808     | 65.7 | 422       | 34.3 | 1,230 | 58.6          |
| Ruggell       | 507     | 58.0 | 367       | 42.0 | 874   | 66.2          |
| Schellenberg  | 248     | 56.9 | 188       | 43.1 | 436   | 70.7          |
| Unterland     | 2,822   | 63.3 | 1,635     | 36.7 | 4,457 | 61.6          |

## Referéndum de septiembre

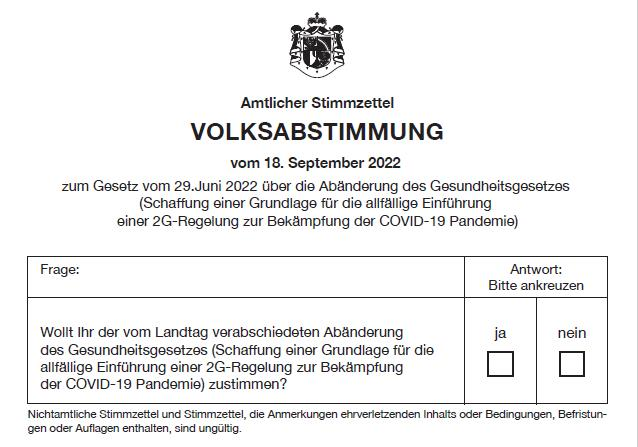
Papeleta utilizada en el referéndum.

### Antecedentes
Para luchar contra la pandemia de Covid-19, el 9 de septiembre de 2021, el gobierno introdujo la llamada regla 3G (por Getestete, Geimpfte, Genesene, es decir, en español Testeado, Vacunado, Recuperado), con el objetivo de frenar el aumento en casos y así aliviar la presión sobre el personal de salud. La regla 3G prohibió el acceso a lugares y eventos públicos a personas que no puedan acreditar una prueba de COVID-19 negativa o un certificado de vacunación o un documento que certifique que han sido infectados con la enfermedad pero ahora están curados.
La regla 3G se cambió rápidamente a la regla 2G, y el gobierno eliminó por otra orden la posibilidad de acceder a estos lugares al presentar una prueba negativa. Al mismo tiempo, se añadieron nuevas restricciones a los eventos organizados al aire libre. Estas nuevas medidas se aplicaron desde el 15 de diciembre de 2021 hasta el 18 de febrero de 2022.
Mientras tanto, el 14 de enero de 2022, más de 400 ciudadanos presentaron una denuncia ante la Audiencia Estatal contra estas medidas, que consideraron liberticidas. Entre los querellantes había varios grupos antivacunas. El 10 de mayo, el Tribunal declaró insuficiente la base jurídica de estas medidas. El tribunal expresó su comprensión de las decisiones difíciles tomadas por el gobierno en el contexto de la lucha contra la pandemia, pero, sin embargo, consideró que la orden que establece la regla 2G es incompatible con la ley y la constitución.
Esta decisión obligó al Landtag a modificar la Ley de Salud en junio. Los debates resultaron ser acalorados, con un parlamentario que llegó a calificar las restricciones como un "sistema de vigilancia comparable al de China", y parte del parlamento consideró que la regla 3G era suficiente. El ministro de Sociedad y Cultura, Manuel Frick, justificó estas medidas por la necesidad de que el Gobierno se alinee en caso de ser necesario con las medidas adoptadas por la vecina Suiza, con la que Liechtenstein está unido por una unión aduanera y de la que depende enteramente en materia de cuidados intensivos.
La enmienda fue votada el 29 de junio con 18 votos a favor y 7 en contra. La propuesta de los Demócratas por Liechtenstein (DpL) de someter la ley a referéndum fue rechazada el mismo día, votando el Landtag con 9 votos a favor y 16 en contra. Sin embargo, Mensch im Mittelpunkt (MiM), un pequeño partido creado seis meses antes, comenzó a recolectar firmas para forzar un referéndum sobre la nueva Ley de Salud. Del 1 al 29 de julio se recogieron y reconocieron como válidas 3.570 firmas. El 1 de agosto, el gobierno fijó el referéndum para el 18 de septiembre.

### Resultados
| Opción                  | Votos  | %     |
| ----------------------- | ------ | ----- |
| A favor                 | 6366   | 47,27 |
| En contra               | 7101   | 52,73 |
|                         |        |       |
| Votos válidos           | 13 467 | 99,30 |
| Votos en blanco         | 12     | 0,09  |
| Votos nulos             | 83     | 0,61  |
| Total                   | 13 562 | 100   |
| Abstención              | 7098   | 34,35 |
| Inscritos/Participación | 20 660 | 65,64 |